# صموئيل ويليام سميث
صموئيل ويليام سميث (بالإنجليزية: Samuel William Smith) هو محامي وسياسي أمريكي، ولد في 23 أغسطس 1852، وتوفي في 13 يونيو 1931 في ديترويت في الولايات المتحدة. حزبياً، نشط في الحزب الجمهوري. وقد انتخب عضو مجلس ولاية ميشيغان وانتخب عضو مجلس النواب الأمريكي.